# Тундрова яребица
Тундровата яребица (Lagopus muta) е птица от семейство Фазанови.

## Физически характеристики
Това е средноголяма птица обитаваща северните райони зад полярния кръг и високите планински масиви. Наблюдават се сезонни разлики в цвета на перата.
През лятото мъжките са с петнисти сиво-кавефи глава, шия и гръб, а опашката е черна. Коремът и гърдите са бели. Женските са предимно кестенявокафяви с бели крила. През зимата представителите и на двата пола са бели с черни опашки и малка презочна ивица при мъжките. Тундровата яребица на дължина достига 34 сантиметра, теглото е 450 грама, а размахът на крилата 60 сантиметра.

## Разпространение
Разпространена е в Северна Европа, Алпите и Пиренейския полуостров, Сибир, Япония и Северна Америка.
През плейстоцена тундровата яребица е била разпространена и в днешните предели на България. За първи път е установена от полския орнитолог Зигмунд Боченски в пещерата Бачо Киро. Впоследствие е установена и в Деветашката пещера. През зимата на 1996 г. видът бе установен в България в района на Атанасовското езеро до гр. Бургас.

## Начин на живот и хранене
Храни се с плодчетата на хвойната и с различни семена, а малките се хранят с паяци и насекоми.

## Размножаване
През май или юни тундровата яребица снася 6 – 9 яйца и ги мъти в продължение 22 дни. Като се излюпят, малките веднага тръгват след майка си.

## Галерия
- Птица със зимно оперение в Исландия
- Мъжка птица с лятно оперение в Япония
- Препарирани яйца
- Млада птица в Япония